# IBM Simon

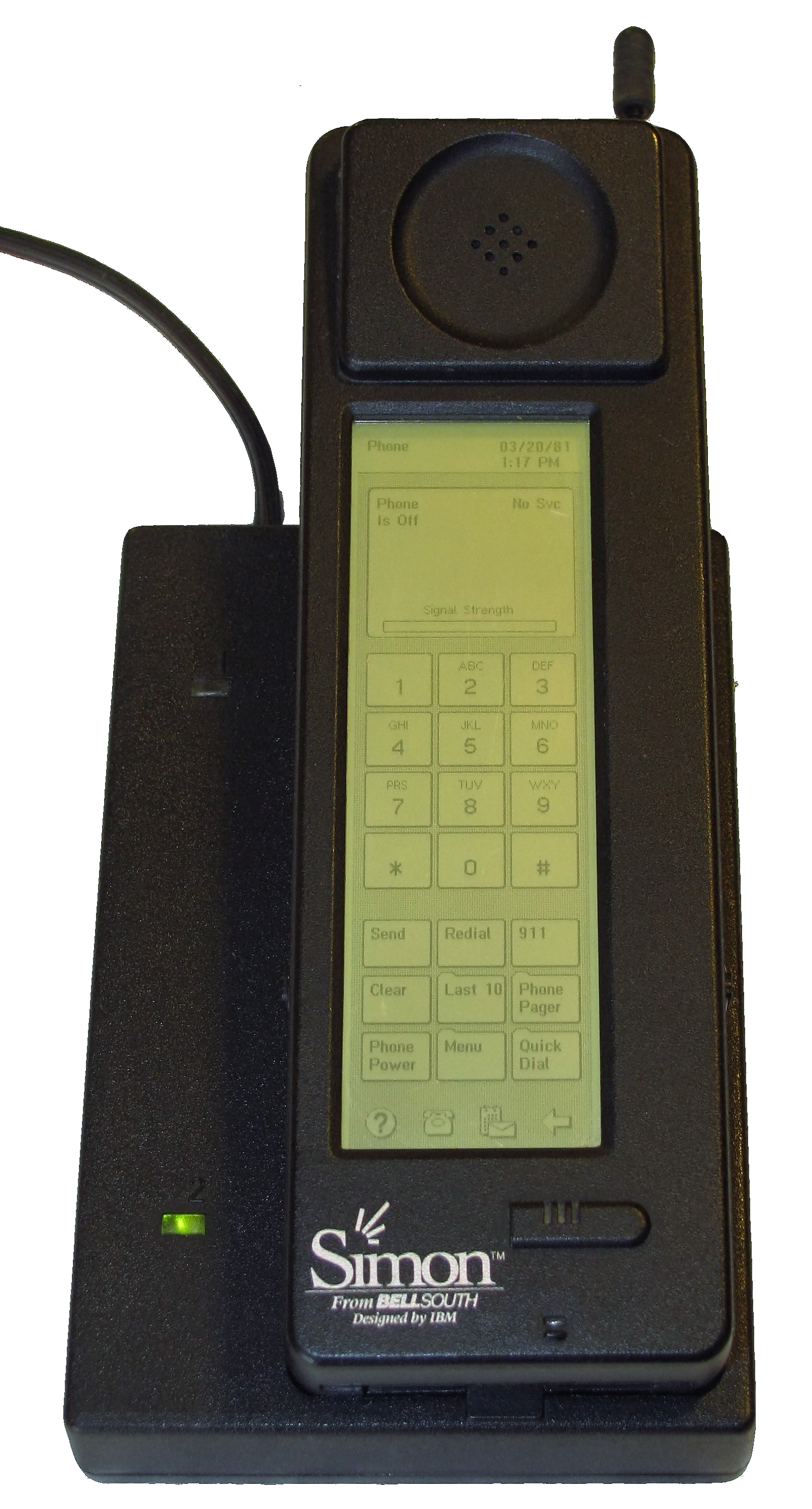
O IBM Simon

O IBM Simon foi um produto da empresa IBM, lançado em 1994. Vinha com uma tela sensível ao toque, capacidade de fazer ligações, além de várias outras funções que na época eram vistas apenas em PDAs.